# Xiambola mirabilis
Xiambola mirabilis är en svampart som beskrevs av Minter & Hol.-Jech. 1981. Xiambola mirabilis ingår i släktet Xiambola, divisionen sporsäcksvampar och riket svampar.   Inga underarter finns listade i Catalogue of Life.